# José Guilherme Merquior
José Guilherme Alves Merquior (Rio de Janeiro, 22 de abril de 1941 – 7 de janeiro de 1991) foi um crítico literário, ensaísta, diplomata, sociólogo e cientista político brasileiro, membro da Academia Brasileira de Letras. Crítico ao marxismo, Merquior foi o primeiro autor a analisar sistematicamente a Escola de Frankfurt e foi um defensor do liberalismo, não só como um sistema de valorização ao mercado, mas como um estilo de vida.
O ex-ministro da Educação Eduardo Portella definiu-o como "a mais fascinante máquina de pensar do Brasil pós-modernista – irreverente, agudo, sábio", ao passo que o antropólogo Lévi-Strauss o definiu como "um dos espíritos mais vivos e mais bem informados de nosso tempo". Merquior foi reconhecido por intelectuais de ideologias diversas, sendo considerado “a maior inteligência brasileira da segunda metade do século XX”, pelo poeta Bruno Tolentino e um “talentoso porta-voz da direita” pela profa. Marilena Chauí.
Merquior dedicou ainda parte de sua obra à estética, que abrangeu desde a crítica literária com seu livro de estreia Razão do Poema, até sua última obra publicada em vida, Crítica, uma coletânea sobre arte.

## Biografia
Merquior nasceu em abril de 1941, no bairro da Tijuca, e desde cedo se destacou pela sua inteligência e empenho para leituras. Ele se casou com sua primeira namorada, Hilda, com quem ficou dos 16 até a data de sua morte, aos 49 anos.
Aos 18 anos, Merquior passou a publicar artigos em sua coluna no Jornal do Brasil. Merquior formou-se em Filosofia e Direito, e construiu uma carreira na diplomacia, passando em primeiro lugar para o concurso do Instituto Rio Branco. Como diplomata, serviu em Bonn, Londres, Paris e Montevidéu. Foi embaixador no México e representante permanente do Brasil junto à UNESCO.
Em 1965, iniciou sua profícua carreira de escritor. Neste ano, lança seu primeiro livro, Razão do Poema, e conclui doutorado logo depois, em 1966, pela Sorbonne.
Durante sua carreira, travou contato e amizade com diversos intelectuais de renome. Ernest Gellner foi orientador da tese de doutorado em sociologia pela London School of Economics (o terceiro doutoramento). Polímata humanista, escrevia com erudição sobre muitos temas das Ciências Humanas, tendo iniciado o ofício público de escritor como crítico literário. O alicerce da obra escrita é o que se chamaria de Culturologia ou, mais especificamente, História das Ideias, menos como tributária do monismo de Arthur O. Lovejoy, e mais da Geistesgeschichte alemã.
Ao lado de Roberto Campos, que foi um dos seus mentores intelectuais, trabalhou no governo Collor. Colaborou na redação do discurso de posse do presidente eleito e escreveu as linhas gerais do que seria a doutrina do "social liberalismo", o nome que Collor deu à sua política liberal com fins sociais. Convidado por Collor para ocupar, em 1990, o cargo de Ministro da Cultura, não aceitou.
Merquior escreveu uma vasta obra que vai da crítica literária à filosofia, à sociologia e à ciência política. Escrevia em Inglês e Francês com fluência igual à exibida em Português. Escreveu sua magnum opus a respeito do Liberalismo quando ainda era embaixador do México, num curto período de quatro meses.
Merquior morreu em 1991, vitimado por um câncer de intestino.

## Liberalismo social
A proposta política de Merquior visava tirar o Brasil de velhas amarras, a saber o patrimonialismo e o personalismo que imperavam no cenário político brasileiro. Semelhante à terceira via proposta por Anthony Giddens e Tony Blair, Merquior defendia uma atuação do Estado na moderação social e econômica, mas com favorecimento aos ambientes de negócios da livre-iniciativa privada. Defendia a privatização das estatais e o investimento massivo do Estado em educação, saúde e seguranças públicas.
A concepção de liberalismo social de Merquior foi sumarizada por ele em uma aula de formação política no Partido Liberal (PL) nos anos 1980:
| “ | O moderno liberalismo social, doutrina do PL, não deve querer dizer apenas menos Estado; quer dizer sobretudo mais liberdade. E o Estado contido pode ser um poderoso instrumento para promover liberdade para todos. Keynes, que tanto transformou o liberalismo econômico, recusou-se a aceitar tanto a opção leninista (sacrificar a democracia para acabar com o capitalismo) quanto a fascista (sacrificar a democracia para salvar o capitalismo). Mas alguns liberais são frios em matéria de fervor democrático. Hayek, por exemplo, chegou a imaginar alternativas que atuassem na base de princípios liberais. Para o neoliberalismo de direita, a liberdade econômica, além de necessária, é suficiente. Nosso melhor liberalismo não deve ter um permanente pavor do Estado; deve sim — e com crescente vigor — buscar a limitação da ação do Estado a seus objetivos reais. Este é o liberalismo social que o PL defende. Liberalismo com preocupações sociais é a única doutrina política atual que leva profundamente a sério o ideal democrático no sentido rigoroso da palavra, de governo do povo. Os socialismos de Estado dizem ser democráticos, mas ninguém se atreveria a dizer que praticaram a democracia como forma de governo. A democracia liberal social é realmente democracia, variando apenas no grau do seu teor democrático. O argumento liberal não precisa fugir à realidade; mas o antiliberalismo socialista só consegue basear-se no idealismo e em promessas sempre refeitas e adiadas de um paraíso de liberdade. | ” |

É frequente a confusão do pensamento liberal social de Merquior com um neoliberalismo mascarado por parte de seus críticos. Para Ricardo Antunes o social-liberalismo não passaria de um “eufemismo designado aos socialistas e social-democratas que praticam o neoliberalismo”. Opinião corroborada por Rodrigo Castelo, segundo o qual o social-liberalismo consistiria numa “variante ideológica” do neoliberalismo. Outra crítica seria que o liberalismo social de Merquior era “de conteúdo indefinível e inspiração keynesiana, que parece se querer apossar do governo brasileiro para salvar o Estado patrimonialista falido de uma merecida perda de legitimidade”. Entretanto, conforme salienta Kaio Felipe: "No plano prático, o social-liberalismo de Merquior consiste em uma adesão limitada ao livre mercado, pois julga que certas intervenções do Estado são importantes não só para promover a igualdade de oportunidades, mas também para estimular a liberdade positiva enquanto virtude cívica". Em seus próprios termos, Merquior esclareceu sua postura frente ao neoliberalismo:
| “ | O neoliberalismo só confia no jogo do mercado. Mas nós sabemos que o mercado, conquanto seja instrumento indubitavelmente necessário para a criação de riqueza e do desenvolvimento econômico intensivo, nem por isso constitui uma condição suficiente da liberdade moderna, porque não é capaz de gerar, por si só, toda uma série de requisitos e oportunidades para o exercício mais pleno e mais significativo da individualidade de muitos. Se suprimir o mercado é ferir de morte o substrato material das liberdades modernas, deixar tudo entregue a seu império é restringir significativamente o livre gozo dessas mesmas liberdades a minorias – e a minorias compostas de privilegiados pelo berço, e não só pelo mérito. | ” |

Em seu livro "O Liberalismo Antigo e Moderno", Merquior distingue entre o “conservadorismo liberal” dos britânicos baseado em Edmund Burke e conservadorismo tradicionalista, baseado no conservadorismo continental europeu expresso por Lord Acton, Juan Bautista Alberdi, Herbert Spencer e Ortega y Gasset.
Defensor articulado da democracia, na década de 1980, constatou que surgia, ainda em caráter minoritário, uma “nova direita brasileira, semelhante ao Thatcherismo ou à Reaganomics”.

### Crítica ao comunismo
De acordo com Merquior, o socialismo, em suas origens intelectuais, não era uma teoria política e sim uma teoria econômica que procurava reestruturar a indústria. O socialismo só se politizou com Karl Marx, o qual fundiu a crítica do liberalismo econômico com a tradição revolucionária do comunismo.
Para o intelectual, Marx nunca valorizou os direitos civis e chegou a condená-los, vendo neles mero instrumento de exploração de classe. O marxismo, em especial regimes comunistas, sempre refletiu esse menosprezo pelos direitos de expressão, profissão, associação, etc.
Apesar da crítica ao marxismo, Merquior fazia questão de distingui-lo da social-democracia. Tinha em mente que “o capitalismo não é um anátema, mas o mercado não é visto como um meio adequado de suprir as necessidades sociais”.

## Controvérsias
Na década de 1980 Merquior acusou a filósofa Marilena Chauí por "plágio não-doloso" do filósofo francês Claude Lefort (1924-2010), o que foi largamente levado a público pelos jornais.
Alguns colegas de Marilena, como Roberto Romano (professor de Ética da Unicamp) e Maria Sylvia de Carvalho Franco (professora titular da USP), saíram em sua defesa apesar da filósofa ter exigido que os intelectuais não respondessem as acusações do seu crítico enquanto o próprio Claude Lefort não o desmentisse.
À época, Marilena apenas declarou que era tradutora de Lefort para o Português, além de ter formação comum e intercâmbio intelectual com ele, daí não fazer sentido a ideia de plágio. Décadas mais tarde, Roberto Romano revelou mágoa por conta deste episódio, pois se sentiu abandonado pela autora após fazer sua defesa. Segundo ele, a filósofa não se importou com o que ocorreu com ele e sua colega assim que foi "absolvida" por Lefort.

## Documentário
Em 2015, a É Realizações Editora produziu o documentário "José Guilherme Merquior - Paixão pela Razão", com pré-estreia na Academia Brasileira de Letras. O curta-metragem é estruturado por dois eixos. De um lado, destaca-se o traço biográfico determinante do percurso de Merquior: a precocidade. E isso em vários aspectos: existencial, intelectual e profissional. De outro, assinala-se o motor de sua obra: o investimento decidido na ideia de razão. Ou seja, a aposta de Merquior na capacidade argumentativa e no diálogo intenso com o texto do outro como forma própria da reflexão crítica. O documentário ainda é enriquecido pelos depoimentos de Alberto da Costa e Silva, Bolívar Lamounier, Celso Lafer, José Mario Pereira, Júlia Merquior, Nélida Piñon e João Cezar de Castro Rocha.

## Obras
Atualmente, a obra completa de Merquior tem sido publicada pela É Realizações Editora, na coleção Biblioteca José Guilherme Merquior, que além disso mantém o Acervo José Guilherme Merquior, composto por cartas, fotos e anotações pessoais do autor.
Em português
- 1963: Poesia do Brasil (antologia com Manuel Bandeira)
- 1965: Razão do Poema (edição mais recente: São Paulo, É Realizações Editora, 2013) ISBN 9788580331370
- 1969: Arte e Sociedade em Marcuse, Adorno e Benjamin (edição mais recente: São Paulo, É Realizações Editora, 2017) ISBN 9788580333008
- 1972: A astúcia da mímese ISBN 9788586020469
- 1972: Saudades do Carnaval ISBN 3409010011797
- 1974: Formalismo e tradição moderna (edição mais recente: São Paulo, É Realizações Editora, 2015) ISBN 9788580332018
- 1975: O estruturalismo dos pobres e outras questões ISBN 9780006794547
- 1975: A estética de Lévi-Strauss (edição mais recente: São Paulo, É Realizações Editora, 2013) ISBN 9788580331240
- 1976: Verso universo em Drummond (edição mais recente: São Paulo, É Realizações Editora, 2015) ISBN 9788580331004
- 1977: De Anchieta a Euclides (edição mais recente: São Paulo, É Realizações Editora, 2014) ISBN 9788580331165
- 1980: O fantasma romântico e outros ensaios
- 1981: As ideias e as formas
- 1982: A natureza do processo
- 1983: O argumento liberal
- 1983: O elixir do Apocalipse
- 1985: Michel Foucault ou O niilismo de cátedra
- 1987: O marxismo ocidental ISBN 9788580333435
- 1990: Crítica ISBN 9788520901755
- 1990: Rousseau e Weber: dois estudos sobre a teoria da legitimidade
- 1991: De Praga a Paris: uma crítica do estruturalismo e do pensamento pós-estruturalista ISBN 9788520902646
- 1991: O liberalismo, antigo e moderno (edição mais recente: São Paulo, É Realizações Editora, 2014) ISBN 9788580331714
- 1997: O véu e a máscara ISBN 9788571820586

Em inglês
- 1979: The veil and the mask: Essays on culture and ideology
- 1980: Rousseau and Weber: Two studies in the theory of legitimacy
- 1985: Foucault
- 1986: From Prague to Paris: A Critique of Structuralist and Post-Structuralist Thought
- 1986: Western Marxism
- 1991: Liberalism, Old and New

Em castelhano
- 2005: El Comportamiento de Las Musas: Ensayos sobre literatura brasileña y portuguesa. 1964-1989